# Aleksandra Majdzińska
Aleksandra Majdzińska (ur. 1975 w Starej Dąbrowie) – polska pisarka, scenarzystka, tłumaczka i nauczycielka.

## Życiorys
Przez lata pracowała jako nauczycieka polonijna na Wschodzie. Współautorka scenariusza do filmu krótkometrażowego Mleczny Brat (2014) w reżyserii Vahrama Mkhitaryana, za który otrzymała nominację do Nagrody im. Jana Machulskiego w kategorii najlepszy scenariusz oraz nagrodę Międzynarodowego Festiwal Filmowego Golden Apricot w Erywaniu. Z kolei sam film został wyróżniony licznymi krajowymi nagrodami i wyróżnieniami m.in. Krakowskiego Festiwalu Filmowego, Koszalińskiego Festiwal Debiutów Filmowych „Młodzi i Film”, WAMA Film Festivalu, oraz otrzymał m.in. Grand Prix Jury Europejskich Filmów Krótkometrażowych Europejskiego Festiwalu Debiutów Filmowych „Premier Plans” w Angers, Nagrodę dla najlepszego filmu krótkometrażowego FebioFestu w Bratysławie i Nagrodę im. Lucjana Bokińca za najlepszy film w Konkursie Młodego Kina Festiwalu Polskich Filmów Fabularnych w Gdyni.
Debiut literacki Majdzińskiej, czyli zbiór opowiadań pt. Morkut i inne opowiadania, którego tematyka dotyczyła rozliczenia się z historią, widzianą przez pryzmat codziennych spraw, ukazał się w 2019 roku. Książka zdobyła nominację do Nagrody Literackiej im. Marka Nowakowskiego oraz została przetłumaczona na język niemiecki. Autorka otrzymała stypendium ministra kultury i dziedzictwa narodowego, marszałka województwa pomorskiego i starosty powiatu słupskiego. Została również wyróżniona nagrodą w kategorii proza Ogólnopolskiego Konkursu Literackiego im. Mieczysława Stryjewskiego.
Drugą publikacją książkową Majdzińskiej był reportaż literacki Szalom bonjour Odessa, który wyróżniono 2023 roku Nagrodą Literacką im. Marka Nowakowskiego oraz Bydgoską Nagrodą Literacką Roku 2023 „Strzała Łuczniczki”.
Członek Kapituły Nagrody Literackiej im. Marka Nowakowskiego. 

## Twórczość literacka
- Morkut i inne opowiadania, 2019[6]
- Szalom bonjour Odessa, 2022[12]